# 福斯尔
福斯尔位於美国俄勒冈州，是惠勒縣的縣治，人口447人。